# Ecuadoraans voetbalelftal in 1999
Het Ecuadoraans voetbalelftal speelde in totaal zeventien interlands in het jaar 1999, waaronder drie wedstrijden bij de strijd om de Copa América in Paraguay. De selectie stond onder leiding van bondscoach Carlos Sevilla, die na de voortijdige uitschakeling bij de Copa América moest opstappen en werd vervangen door de Colombiaan Hernán Darío Gómez.

## Balans
| Wedstrijden | Wedstrijden | Wedstrijden | Wedstrijden | Doelpunten | Doelpunten | Doelpunten | Punten |
| Gespeeld    | Winst       | Gelijk      | Verlies     | Voor       | Tegen      | Saldo      | Punten |
| ----------- | ----------- | ----------- | ----------- | ---------- | ---------- | ---------- | ------ |
| 19          | 7           | 6           | 6           | 25         | 23         | +2         | 1.052  |

## Interlands
|                                                       |            |       |         |                                                                                                  |
| 28 januari Vriendschappelijk № 266 «onderlinge duels» | Costa Rica | 0 – 0 | Ecuador | Estadio Alejandro Morera Soto, Alajuela Toeschouwers: 15.000 Scheidsrechter: Rónald Cedeño (CRC) |
| 28 januari Vriendschappelijk № 266 «onderlinge duels» |            |       |         | Estadio Alejandro Morera Soto, Alajuela Toeschouwers: 15.000 Scheidsrechter: Rónald Cedeño (CRC) |

|                                                       |                     |       |                  |                                                                                  |
| 31 januari Vriendschappelijk № 267 «onderlinge duels» | Ecuador             | 1 – 1 | Denemarken       | Estadio Modelo, Guayaquil Toeschouwers: 10.000 Scheidsrechter: José Carpio (ECU) |
| 31 januari Vriendschappelijk № 267 «onderlinge duels» | Eduardo Hurtado 73' |       | 89' Kim Daugaard | Estadio Modelo, Guayaquil Toeschouwers: 10.000 Scheidsrechter: José Carpio (ECU) |

|                                                       |           |       |         |                                                                                               |
| 3 februari Vriendschappelijk № 268 «onderlinge duels» | Guatemala | 0 – 0 | Ecuador | Estadio Mateo Flores, Guatemala-Stad Toeschouwers: 10.000 Scheidsrechter: Hugo Castillo (GUA) |
| 3 februari Vriendschappelijk № 268 «onderlinge duels» |           |       |         | Estadio Mateo Flores, Guatemala-Stad Toeschouwers: 10.000 Scheidsrechter: Hugo Castillo (GUA) |

|                                                        |                    |       |                                         |                                                                               |
| 10 februari Vriendschappelijk № 269 «onderlinge duels» | Peru               | 1 – 2 | Ecuador                                 | Estadio Nacional, Lima Toeschouwers: 10.000 Scheidsrechter: Ángel Ziani (PER) |
| 10 februari Vriendschappelijk № 269 «onderlinge duels» | Andrés Mendoza 39' |       | 66' Eduardo Hurtado 75' Eduardo Hurtado | Estadio Nacional, Lima Toeschouwers: 10.000 Scheidsrechter: Ángel Ziani (PER) |

|                                                        |                  |       |                                        |                                                                                         |
| 17 februari Vriendschappelijk № 270 «onderlinge duels» | Ecuador          | 1 – 2 | Peru                                   | Estadio Monumental, Guayaquil Toeschouwers: 15.000 Scheidsrechter: Roger Zambrano (ECU) |
| 17 februari Vriendschappelijk № 270 «onderlinge duels» | Cléber Chalá 68' |       | 28' Claudio Pizarro 48' Andrés Mendoza | Estadio Monumental, Guayaquil Toeschouwers: 15.000 Scheidsrechter: Roger Zambrano (ECU) |

|                                                     |        |       |         |                                                                                         |
| 14 april Vriendschappelijk № 271 «onderlinge duels» | Mexico | 0 – 0 | Ecuador | Estadio Universitario, Monterrey Toeschouwers: 25.000 Scheidsrechter: Kevin Stott (USA) |
| 14 april Vriendschappelijk № 271 «onderlinge duels» |        |       |         | Estadio Universitario, Monterrey Toeschouwers: 25.000 Scheidsrechter: Kevin Stott (USA) |

|                                                   |         |                                          |           |                                                                                               |
| 19 mei Vriendschappelijk № 272 «onderlinge duels» | Ecuador | 0 – 2                                    | Venezuela | Estadio Reales Tamarindos, Portoviejo Toeschouwers: 26.000 Scheidsrechter: Byron Moreno (ECU) |
| 19 mei Vriendschappelijk № 272 «onderlinge duels» |         | 8' Gabriel Urdaneta 56' Gabriel Urdaneta |           | Estadio Reales Tamarindos, Portoviejo Toeschouwers: 26.000 Scheidsrechter: Byron Moreno (ECU) |

|                                            |                     |       |                 |                                                                                       |
| 2 juni Canada Cup № 273 «onderlinge duels» | Ecuador             | 1 – 1 | Iran            | Commonwealth Stadium, Edmonton Toeschouwers: 5.386 Scheidsrechter: Mike Seifert (CAN) |
| 2 juni Canada Cup № 273 «onderlinge duels» | Alberto Montaño 39' |       | 65' Ali Mousavi | Commonwealth Stadium, Edmonton Toeschouwers: 5.386 Scheidsrechter: Mike Seifert (CAN) |

|                                            |                                                           |       |                 |                                                                                        |
| 4 juni Canada Cup № 274 «onderlinge duels» | Ecuador                                                   | 3 – 1 | Guatemala       | Commonwealth Stadium, Edmonton Toeschouwers: 8.865 Scheidsrechter: Jerry Proctor (CAN) |
| 4 juni Canada Cup № 274 «onderlinge duels» | Ariel Graziani 14' Agustín Delgado 48' Ariel Graziani 56' |       | 24' Carlos Ruiz | Commonwealth Stadium, Edmonton Toeschouwers: 8.865 Scheidsrechter: Jerry Proctor (CAN) |

|                                            |                  |       |                                           |                                                                                          |
| 6 juni Canada Cup № 275 «onderlinge duels» | Canada           | 1 – 2 | Ecuador                                   | Commonwealth Stadium, Edmonton Toeschouwers: 8.865 Scheidsrechter: Antonio Marrufo (MEX) |
| 6 juni Canada Cup № 275 «onderlinge duels» | Davide Xausa 50' |       | 17' Ariel Graziani 55' (e.d.) Jason DeVos | Commonwealth Stadium, Edmonton Toeschouwers: 8.865 Scheidsrechter: Antonio Marrufo (MEX) |

|                                                    |                                                                 |       |                                         |                                                                                             |
| 15 juni Vriendschappelijk № 276 «onderlinge duels» | Venezuela                                                       | 3 – 2 | Ecuador                                 | Estadio Pueblo Nuevo, San Cristóbal Toeschouwers: 9.000 Scheidsrechter: Edison Ibarra (VEN) |
| 15 juni Vriendschappelijk № 276 «onderlinge duels» | José Manuel Rey 50' Juan Enrique García 90' Ruberth Morán 90+3' |       | 15' Alberto Montaño 22' Agustín Delgado | Estadio Pueblo Nuevo, San Cristóbal Toeschouwers: 9.000 Scheidsrechter: Edison Ibarra (VEN) |

|                                                    |       |       |         |                                                                                      |
| 22 juni Vriendschappelijk № 277 «onderlinge duels» | Chili | 0 – 0 | Ecuador | Estadio Nacional, Santiago Toeschouwers: 23.282 Scheidsrechter: Daniel Giménez (ARG) |
| 22 juni Vriendschappelijk № 277 «onderlinge duels» |       |       |         | Estadio Nacional, Santiago Toeschouwers: 23.282 Scheidsrechter: Daniel Giménez (ARG) |

| Copa América |
| ------------ |

|                                                      |                                                         |       |                   |                                                                                             |
| 1 juli Copa América Groep C № 278 «onderlinge duels» | Argentinië                                              | 3 – 1 | Ecuador           | Estadio Feliciano Cáceres, Luque Toeschouwers: 3.000 Scheidsrechter: Gilberto Hidalgo (PER) |
| 1 juli Copa América Groep C № 278 «onderlinge duels» | Diego Simeone 12' Martín Palermo 54' Martín Palermo 61' |       | 77' Iván Kaviedes | Estadio Feliciano Cáceres, Luque Toeschouwers: 3.000 Scheidsrechter: Gilberto Hidalgo (PER) |

|                                                      |                                           |       |                   |                                                                                           |
| 4 juli Copa América Groep C № 279 «onderlinge duels» | Uruguay                                   | 2 – 1 | Ecuador           | Estadio Feliciano Cáceres, Luque Toeschouwers: 18.000 Scheidsrechter: Mario Sánchez (CHI) |
| 4 juli Copa América Groep C № 279 «onderlinge duels» | Marcelo Zalayeta 72' Marcelo Zalayeta 74' |       | 78' Iván Kaviedes | Estadio Feliciano Cáceres, Luque Toeschouwers: 18.000 Scheidsrechter: Mario Sánchez (CHI) |

|                                                      |                                         |       |                    |                                                                                             |
| 7 juli Copa América Groep C № 280 «onderlinge duels» | Colombia                                | 2 – 1 | Ecuador            | Estadio Feliciano Cáceres, Luque Toeschouwers: 20.000 Scheidsrechter: Masayoshi Okada (JPN) |
| 7 juli Copa América Groep C № 280 «onderlinge duels» | Neider Morantes 36' Hamilton Ricard 39' |       | 49' Ariel Graziani | Estadio Feliciano Cáceres, Luque Toeschouwers: 20.000 Scheidsrechter: Masayoshi Okada (JPN) |

|  |  |  |  |  |  |  |  |  |

|                                                       |         |       |         |                                                                                             |
| 12 oktober Vriendschappelijk № 281 «onderlinge duels» | Uruguay | 0 – 0 | Ecuador | Estadio Centenario, Montevideo Toeschouwers: onbekend Scheidsrechter: Carlos Amarilla (PAR) |
| 12 oktober Vriendschappelijk № 281 «onderlinge duels» |         |       |         | Estadio Centenario, Montevideo Toeschouwers: onbekend Scheidsrechter: Carlos Amarilla (PAR) |

|                                                       |        |       |         |                                                                                  |
| 27 oktober Vriendschappelijk № 282 «onderlinge duels» | Mexico | 0 – 0 | Ecuador | Robertson Stadium, Houston Toeschouwers: 30.000 Scheidsrechter: Ali Saheli (USA) |
| 27 oktober Vriendschappelijk № 282 «onderlinge duels» |        |       |         | Robertson Stadium, Houston Toeschouwers: 30.000 Scheidsrechter: Ali Saheli (USA) |

## FIFA-wereldranglijst
| JAN | FEB | MAR | APR | MEI | JUN | JUL | AUG | SEP | OKT | NOV | DEC |
| --- | --- | --- | --- | --- | --- | --- | --- | --- | --- | --- | --- |
| 61  | 52  | 55  | 55  | 55  | 49  | 56  | 57  | 60  | 61  | 62  | 65  |

## Statistieken
| José Cevallos         | 1971-04-17 | Barcelona Sporting Club    | 13 | 1 | 0 | 34 | 0  |
| Oswaldo Ibarra        | 1969-09-08 | Club Deportivo El Nacional | 2  | 1 | 0 | 13 | 0  |
| Carlos Luis Morales   | 1965-06-12 | Club Deportivo Espoli      | 1  | 0 | 0 | 40 | 0  |
| Verdediging           |            |                            |    |   |   |    |    |
| Alberto Montaño       | 1970-03-23 | Barcelona Sporting Club    | 15 | 0 | 2 | 53 | 3  |
| Iván Hurtado          | 1974-08-16 | Club Tigres                | 12 | 0 | 0 | 58 | 3  |
| Ulises de la Cruz     | 1974-02-08 | Cruzeiro EC                | 11 | 0 | 0 | 25 | 1  |
| Franklin Anangonó     | 1974-12-12 | Club Deportivo El Nacional | 6  | 1 | 0 | 7  | 0  |
| Jhon Cagua            | 1979-09-25 | Sociedad Deportivo Quito   | 6  | 0 | 0 | 6  | 0  |
| Augusto Poroso        | 1974-04-13 | Club Sport Emelec          | 5  | 1 | 0 | 6  | 0  |
| Fricson George        | 1974-09-16 | Santos FC                  | 4  | 0 | 0 | 4  | 0  |
| Hólger Quiñónez       | 1962-08-18 | Barcelona Sporting Club    | 3  | 0 | 0 | 50 | 0  |
| Neicer Reasco         | 1977-07-23 | LDU Quito                  | 2  | 1 | 0 |    |    |
| Pavel Caicedo         | 1977-06-15 | Club Sport Emelec          | 2  | 0 | 0 |    |    |
| Dannes Coronel        | 1973-05-24 | Club Sport Emelec          | 1  | 4 | 0 |    |    |
| Omar de Jesús         | 1976-02-29 | Sociedad Deportiva Aucas   | 1  | 2 | 0 | 3  | 0  |
| Ángel Valencia        | 1977-01-27 | Club Deportivo Espoli      | 1  | 2 | 0 |    |    |
| Renán Calle           | 1976-09-08 | Sociedad Deportiva Aucas   | 1  | 1 | 0 |    |    |
| Rolando Jacome        | 1973-04-04 | LDU Quito                  | 1  | 0 | 0 |    |    |
| Middenveld            |            |                            |    |   |   |    |    |
| Jimmy Blandón         | 1969-11-20 | Club Blooming              | 10 | 0 | 0 | 24 | 0  |
| Marlon Ayoví          | 1971-09-27 | Sociedad Deportivo Quito   | 8  | 1 | 0 | 10 | 0  |
| Héctor Carabalí       | 1972-02-15 | São Paulo FC               | 7  | 1 | 0 | 58 | 2  |
| Álex Aguinaga         | 1968-07-09 | Necaxa Aguascalientes      | 5  | 1 | 0 | 74 | 17 |
| Wellington Sánchez    | 1974-06-19 | Club Sport Emelec          | 4  | 4 | 0 |    |    |
| Luis Moreira          | 1978-09-23 | Club Sport Emelec          | 4  | 2 | 0 |    |    |
| Edwin Tenorio         | 1976-06-16 | Club Jorge Wilstermann     | 4  | 2 | 0 | 9  | 0  |
| Cléber Chalá          | 1971-06-29 | Club Deportivo El Nacional | 3  | 3 | 1 | 36 | 2  |
| Jairon Zamora         | 1978-02-05 | Club Deportivo El Nacional | 3  | 3 | 0 |    |    |
| Luis Ernesto González | 1971-06-06 | LDU Quito                  | 3  | 2 | 0 |    |    |
| Moisés Candelario     | 1978-08-24 | Club Sport Emelec          | 3  | 0 | 0 |    |    |
| Héctor Ferri          | 1968-10-17 | Club Deportivo El Nacional | 1  | 3 | 0 |    |    |
| Nixon Carcelén        | 1969-09-27 | LDU Quito                  | 1  | 0 | 0 | 40 | 1  |
| Fabián Cubero         | 1971-04-29 | Club Deportivo Espoli      | 0  | 2 | 0 |    |    |
| Carlos García         | 1978-09-24 | Club Sport Emelec          | 0  | 1 | 0 |    |    |
| Santiago Morales      | 1979-05-03 | Club Deportivo El Nacional | 0  | 1 | 0 |    |    |
| Christian Quiñónez    | 1981-09-12 | Barcelona Sporting Club    | 0  | 1 | 0 |    |    |
| Aanval                |            |                            |    |   |   |    |    |
| Ariel Graziani        | 1971-06-07 | Dallas Burn                | 10 | 0 | 4 | 25 | 13 |
| Eduardo Hurtado       | 1969-12-02 | LDU Quito                  | 8  | 1 | 2 |    |    |
| Agustín Delgado       | 1974-12-23 | Necaxa Aguascalientes      | 6  | 2 | 2 | 23 | 7  |
| Iván Kaviedes         | 1977-10-24 | Puebla FC                  | 3  | 3 | 2 | 7  | 2  |
| Nicolás Asencio       | 1975-04-26 | Ferro Carril Oeste         | 2  | 3 | 0 |    |    |
| Francisco Correa      | 1974-10-29 | Sociedad Deportiva Aucas   | 2  | 0 | 0 |    |    |
| Diego Herrera         | 1969-04-20 | Club Deportivo El Nacional | 1  | 0 | 0 | 9  | 0  |
| Patricio Hurtado      | 1970-08-09 | LDU Quito                  | 1  | 0 | 0 | 8  | 0  |
| Edison Maldonado      | 1972-06-07 | Club Blooming              | 0  | 3 | 0 |    |    |
| Rafael Capurro        | 1970-10-24 | Club Deportivo Espoli      | 0  | 2 | 0 |    |    |
| Ángel Fernández       | 1971-08-02 | Club Sport Emelec          | 0  | 2 | 0 | 49 | 10 |

FEF · A-internationals · Bondscoaches · Selecties · Statistieken · Ecuadoraans vrouwenelftal · Olympisch elftal · Ecuador U21 · Ecuador U20 · Ecuador U18 · Ecuador U17
1938 – 1949 ·
1950 – 1959 ·
1960 – 1969 ·
1970 – 1979 ·
1980 – 1989 ·
1990 – 1999 ·
2000 – 2009 ·
2010 – 2019 ·
2020 − 2029
WK 2002 · 
WK 2006 · 
WK 2014
1938 · 
1939 · 
1940 · 
1941 · 
1942 · 
1943 · 1944 · 
1945 · 
1946 · 
1947 · 
1948 · 
1949 · 
1950 · 1951 · 1952 · 
1953 · 
1954 · 
1955 · 
1956 · 
1957 · 
1958 · 
1959 · 
1960 · 
1961 · 1962 · 
1963 · 
1964 · 
1965 · 
1966 · 
1967 · 1968 · 
1969 · 
1970 · 
1971 · 
1972 · 
1973 · 
1974 · 
1975 · 
1976 · 
1977 · 
1978 · 
1979 · 
1980 · 
1981 · 
1982 · 
1983 · 
1984 · 
1985 · 
1986 · 
1987 · 
1988 · 
1989 · 
1990 · 
1991 · 
1992 · 
1993 · 
1994 · 
1995 · 
1996 · 
1997 · 
1998 · 
1999 · 
2000 · 
2001 · 
2002 · 
2003 · 
2004 · 
2005 · 
2006 · 
2007 · 
2008 · 
2009 · 
2010 · 
2011 · 
2012 · 
2013 · 
2014 · 
2015 · 
2016 · 
2017 ·
2018 ·
2019 ·
2020 ·
2021 ·
2022
Argentinië ·
Armenië ·
Australië ·
Bolivia · 
Brazilië ·
Bulgarije ·
Canada ·
Chili ·
Colombia ·
Costa Rica ·
Cuba ·
Denemarken ·
DDR ·
Duitsland ·
El Salvador ·
Engeland ·
Estland ·
Finland ·
Frankrijk ·
Griekenland ·
Guatemala ·
Haïti ·
Honduras ·
Ierland ·
Irak ·
Iran ·
Italië ·
Jamaica ·
Japan ·
Joegoslavië ·
Jordanië ·
Kaapverdië ·
Koeweit ·
Kroatië · 
Libanon ·
Mexico ·
Nederland ·
Nigeria ·
Noord-Macedonië ·
Oeganda ·
Oman ·
Panama ·
Paraguay ·
Peru ·
Polen ·
Portugal ·
Qatar ·
Roemenië ·
Saoedi-Arabië ·
Schotland ·
Senegal ·
Spanje ·
Trinidad en Tobago ·
Turkije · 
Uruguay ·
Venezuela ·
Verenigde Staten ·
Wit-Rusland ·
Zambia ·
Zuid-Afrika ·
Zuid-Korea ·
Zweden ·
Zwitserland
Costa Rica (2006) · 
Duitsland (2006) · 
Engeland (2006) · 
Frankrijk (2014) · 
Honduras (2014) · 
Nederland (2022) · 
Polen (2006) · 
Qatar (2022) · 
Zwitserland (2014)